# 김탁 (고려)
김탁(金琢)은 공민왕 때 문하시중을 역임한 문신이자 학자이다. 본관은 김해이다.

## 생애
고려 충혜왕 때에 이제현(李齊賢) 문하에서 수학하다 승보시(陞補試)에 급제 후 좌정언을 시작으로 우사의, 정당문학, 호부의 시랑 등을 지내고 밀직사에 들어가 부사(副使), 제학(提學), 지성사(知省事) 등을 거쳐 공민왕 때 최유(崔濡)가 공민왕을 폐위하고 덕흥군을 옹립하려하자 이를 물리쳐 추성양절동덕협의찬화공신(推誠亮節同德協義贊化功臣) 삼중대광(三重大匡)에 봉해 졌고, 도첨의문하시중(都僉議門下侍中)을 역임했다.
1374년 9월 공민왕이 이인임(李仁任) 일당에게 시해되자 홀로 매양 탄식해 고려의 국운이 기울자 나주 시랑골로 낙향하였다.
낙향 후 재산을 모두 학궁(學宮)에 기증하고 경서(經書)을 널리 구하여 성리학을 깊이 탐구하였으며 후진 양성에 몰두하며 여생을 마쳤다.

## 가족 관계
- 아버지: 김세장(金世章)
- 어머니: 평강 채씨(平康 蔡氏)
  - 배필: 진위 이씨(振威 李氏) - 찬성사 이항(李恒)의 딸
    - 아들: 김지진(金至珍)
    - 자부: 낭주 최씨(朗州 崔氏) - 참의 최명룡(崔命龍)의 딸
      - 손자: 김천해(金千海)
      - 손부: 밀양 박씨(密陽 朴氏) - 박헌규(朴憲奎)의 딸
        - 증손: 김수연(金壽延)
        - 증손: 김수항(金壽恒)
        - 증손: 김수산(金壽汕)

      - 손자: 김천수(金千秀)
      - 손부: 해남 윤씨(海南 尹氏)
        - 증손: 김서기(金瑞麒)
        - 증손: 김서린(金瑞麟)